# 1977–1978-as jugoszláv labdarúgó-bajnokság (első osztály)

## Bajnokság
| Helyezés | Klub                 | Játszott | GY | D  | V  | L  | K  | GK  | Pont |
| -------- | -------------------- | -------- | -- | -- | -- | -- | -- | --- | ---- |
| 1        | Partizan Beograd     | 34       | 22 | 10 | 2  | 55 | 19 | +36 | 54   |
| 2        | Crvena Zvezda        | 34       | 21 | 7  | 6  | 59 | 26 | +33 | 49   |
| 3        | Hajduk Split         | 34       | 14 | 11 | 9  | 58 | 26 | +32 | 39   |
| 4        | Dinamo Zagreb        | 34       | 12 | 13 | 9  | 54 | 49 | +5  | 37   |
| 5        | NK Rijeka            | 34       | 12 | 13 | 9  | 47 | 42 | +5  | 37   |
| 6        | Sloboda Tuzla        | 34       | 15 | 5  | 14 | 47 | 46 | +1  | 35   |
| 7        | Velež Mostar         | 34       | 13 | 9  | 12 | 42 | 43 | -1  | 35   |
| 8        | Vojvodina Novi Sad   | 34       | 14 | 4  | 16 | 46 | 38 | +12 | 32   |
| 9        | FK Sarajevo          | 34       | 11 | 10 | 13 | 50 | 46 | +4  | 32   |
| 10       | Olimpija Ljubljana   | 34       | 13 | 6  | 15 | 44 | 44 | 0   | 32   |
| 11       | Budućnost Titograd   | 34       | 12 | 7  | 15 | 41 | 51 | -10 | 31   |
| 12       | Borac Banja Luka     | 34       | 10 | 10 | 14 | 44 | 50 | -6  | 30   |
| 13       | NK Osijek            | 34       | 9  | 12 | 13 | 32 | 42 | -10 | 30   |
| 14       | Radnički Niš         | 34       | 9  | 12 | 13 | 31 | 43 | -12 | 30   |
| 15       | NK Zagreb            | 34       | 9  | 11 | 14 | 37 | 46 | -9  | 29   |
| 16       | OFK Beograd          | 34       | 10 | 8  | 16 | 34 | 54 | -20 | 28   |
| 17       | Čelik Zenica         | 34       | 9  | 10 | 15 | 34 | 50 | -16 | 28   |
| 18       | Trepça Mitrovicë     | 34       | 7  | 10 | 17 | 28 | 52 | -24 | 24   |
| -        | Napredak Kruševac    | -        | -  | -  | -  | -  | -  | -   | -    |
| -        | Željezničar Sarajevo | -        | -  | -  | -  | -  | -  | -   | -    |

Gólkirály: Radomir Savić (FK Sarajevo) - 21 találat
Bajnokcsapat:
- FK Partizan (edző): Ante Mladinić)

játékosok (mérkőzés/gólok):
 Momčilo Vukotić (34/11)
Nenad Stojković (34/3)
Nikica Klincsarszki (34/2)
Petar Borota (34/0) -kapus-
Aleksandar Trifunović (32/5)
Borislav Đurović (28/1)
Boško Đorđević (27/5)
Jusuf Hatunić (27/0)
Milovan Jović (24/6)
Ilija Zavišić (24/4)
Xhevad Prekazi (22/2)
Ivan Golac (19/1)
Pavle Grubješić (17/3)
Slobodan Santrač (16/11)
Vladimir Pejović (15/0)
Tomislav Kovačević (14/0)
Dragan Arsenović (11/0)
Rešad Kunovac (8/0)
Refik Kozić (5/1)
Novica Vulić (4/0)
Aranđel Todorović (2/0)
Miroslav Polak (1/0)

## Kupa

### Nyolcaddöntő
Rijeka 1 - 0 Partizan

### Döntő
| Hazai csapat (de facto)         | Eredmény | Vendég csapat |
| ------------------------------- | --- | --- |
| NK Rijeka                       | 2 - 0 (hosszabbítás után) | Trepča Kosovska Mitrovica |
| Dátum                           | 1978. május 24. | 1978. május 24. |
| Helyszín                        | Crvena Zvezda Stadion, Belgrád | Crvena Zvezda Stadion, Belgrád |
| Nézőszám                        | 45 000 (Befogadóképesség: 51 328 fő) | 45 000 (Befogadóképesség: 51 328 fő) |
| Bíró                            | Radmilo Ristic (Belgrád) | Radmilo Ristic (Belgrád) |
| NK Rijeka (edző: D. Spasojević) | Radojko Avramović, Sergio Makin, Miloš Hrstić, Nikica Cukrov, Zvijezdan Radin, Srećko Juričić, Salih Durkalić, Milan Radović (Zoran Šestan), Miodrag Kustudić, Milan Ružić, Damir Desnica                                | Radojko Avramović, Sergio Makin, Miloš Hrstić, Nikica Cukrov, Zvijezdan Radin, Srećko Juričić, Salih Durkalić, Milan Radović (Zoran Šestan), Miodrag Kustudić, Milan Ružić, Damir Desnica                                |
| Trepča (edző: N. Madjuni)       | Dragomir Mutibarić, Dragoljub Ljiljak, Fikret Frbović, Rafet Prekazi, Erdogan Celina, Dragan Miletović, Miodrag Radojević (Ljubomir Radević), Ramadan Cimili (Vahedin Aljeti), Miško Stolić, Fisnik Ademi, Ilija Savović | Dragomir Mutibarić, Dragoljub Ljiljak, Fikret Frbović, Rafet Prekazi, Erdogan Celina, Dragan Miletović, Miodrag Radojević (Ljubomir Radević), Ramadan Cimili (Vahedin Aljeti), Miško Stolić, Fisnik Ademi, Ilija Savović |
| Megjegyzés                      | 1-0 M.Radovic (91') | 1-0 M.Radovic (91') |

## Külső hivatkozás
- Yugoslavia Domestic Football Full Tables